# Pomacos
Los pomacos (en búlgaro: Помаци; en griego: Pomáki; en turco: Pomaklar) son un grupo étnico cuya religión es musulmana y que se localiza esencialmente en Bulgaria, Grecia y Turquía, entre otros países balcánicos. Su origen es discutido y las diversas teorías tienen todas tintes nacionalistas. Para los estudiosos griegos son descendientes de los habitantes originarios de Tracia, lo que se apoyaría en la originalidad del ADN compartido por todos ellos, prueba de muchos siglos de aislamiento. Historiadores turcos defienden que descienden directamente de tres tribus turcas (pechenegos, ávaros, cumanos) asentadas en la región al comienzo de la conquista otomana. En Bulgaria la teoría más extendida es que se trata de búlgaros que se convirtieron al islam en el período otomano para librarse así de la djiziya, una impuesto cobrado por los gobernantes turcos a los no musulmanes en todos los Balcanes.
Los tres grupos de población establecidos en cada uno de los países colindantes han seguido caminos muy diferentes a lo largo del siglo XX, hasta el punto de haberse diluido en gran medida su conciencia nacional.
En Bulgaria se concentra la mayor población (más de ciento treinta mil según el censo de 2001). Habitan esencialmente en las montañas de Ródope, las provincias de Smolyan, Kardzhali, Pazardzhik y Blagoevgrad. Allí se les conoce oficialmente como musulmanes búlgaros. Desde 1948 las autoridades han mantenido una intensa campaña de asimilación, que ha llevado en gran parte a la pérdida de su identidad nacional. Su dialecto se ha adecuado al búlgaro normalizado; hay una fuerte tendencia a la eslavización de los nombres musulmanes y se han denunciado frecuentes hostigamientos y presiones para su conversión a la Iglesia ortodoxa. En 1989 Turquía abrió su frontera a la minoría musulmana de Bulgaria y los datos del Gobierno turco hablan de más de 300.000 personas desplazadas. La mayoría de las personas que fueron expulsados por los comunistas búlgaros en 1989 eran étnico turcos no pomacos.
En Grecia se han censado unos treinta mil pomacos, concentrados en algunos valles de Tracia, en especial alrededor de la ciudad de Xanti (también en las provincias de Ródope y, en menor medida, Evros). En algunas ciudades pequeñas, como Ehinos, son absolutamente mayoritarios. Tradicionalmente se dedicaban a la agricultura extensiva y la pequeña ganadería, pero en la época moderna la mayoría de los pomacos se especializaron en oficios relacionados con las minas y la construcción.
El hecho de sus creencias religiosas musulmanas ha supuesto siempre su marginación en la Grecia contemporánea, lo que ha conllevado un proceso de fuerte turquificación. 
De conformidad con el Tratado de Lausana, los pomacos tienen la consideración legal de minoría religiosa en Grecia (1923), pero a lo largo del último siglo han sido a menudo tratados más como turcos que como pomacos. Todos los pomacos de fuera de Tracia fueron deportados a Turquía, mezclados con la minoría turca, tras los acuerdos de 1923. A pesar de los derechos que se reconocían en dicho tratado, a los pomacos nunca se les permitió que utilizaran su lengua para la enseñanza más allá del jardín de infancia. En 1953, en plena Guerra Fría, el Estado griego decidió impartir la educación en las zonas pomacas en turco, para alejarlos de la influencia búlgara. En la actualidad la mayoría utiliza habitualmente el turco y de hecho incluso hay emisiones de la televisión turca especialmente dirigidas a ellos.
Hasta 1995 los pomacos griegos vivían en zona militar donde el acceso a los extranjeros estaba prohibido, tenían un carnet de identidad propio y diferente del resto de los griegos y se les prohibía alejarse más de 30 km de su localidad de origen sin un permiso especial de las autoridades.
En Turquía los pomacos están hoy presentes tanto en sus territorios tradicionales de la Tracia oriental como en Anatolia, adonde empezaron a emigrar a partir de la independencia de Bulgaria en 1878. Los que se han ido asentando en Anatolia, casi siempre en ciudades grandes, prácticamente han perdido su lengua y se han asimilado a los turcos. Mantienen parte de su identidad gracias, esencialmente, a asociaciones de emigrantes del Ródope que a menudo tienen lazos con los pueblos búlgaros donde vivían sus antepasados y conservan aún familiares. En el último censo de idiomas realizado en Turquía, en 1965 se contaban más de 27.000 personas con lengua materna búlgara, pero parece evidente que es una cifra calculada muy a la baja y desfasada especialmente con la gran emigración de 1989.